# ماری ریورا
ماری ریورا (فرانسوی: Marie Rivière‎؛ زاده ۲۲ دسامبر ۱۹۵۶) بازیگر فرانسوی است.
از فیلم‌های معروف او می‌توان به فیلم‌های از روی درماندگی، مؤسسه زیبایی ونوس و مبلغان اشاره کرد.